# Alvin (Texas)
Alvin è un comune (city) degli Stati Uniti d'America della contea di Brazoria nello Stato del Texas. La popolazione era di 24.236 abitanti al censimento del 2010.

## Geografia fisica
Alvin è situata a 29°23′37″N 95°16′18″W (29.393698, -95.271588).
Secondo lo United States Census Bureau, la città ha una superficie totale di 66,4 km², dei quali 62,91 km² di territorio e 3,49 km² di acque interne (5,26% del totale).
Confina a nord-est con Friendswood e League City nella contea di Galveston, e parte del suo confine sud-est si trova lungo il villaggio di Hillcrest. La Texas State Highway 35 aggira il centro della città ad est; conduce a nord 25 miglia (40 km) al centro di Houston e sud-ovest 21 miglia (34 km) ad Angleton, il capoluogo della contea di Brazoria. La Texas State Highway 6 attraversa l'Highway 35 e passa attraverso il centro di Alvin, che porta a sud-est 30 miglia (48 km) a Galveston e 28 miglia (45 km) a nord-ovest a Sugar Land.

## Società

### Evoluzione demografica
Secondo il censimento del 2010, la popolazione era di 24.236 abitanti.

### Etnie e minoranze straniere
Secondo il censimento del 2010, la composizione etnica della città era formata dal 79,43% di bianchi, il 3,07% di afroamericani, lo 0,57% di nativi americani, lo 0,89% di asiatici, lo 0,02% di oceanici, il 13,46% di altre razze, e il 2,57% di due o più etnie. Ispanici o latinos di qualunque razza erano il 36,17% della popolazione.